# Рувье, Жаклин
Жакли́н Рувье́, в замужестве Лио́н (фр. Jacqueline Rouvier-Lyon; род. 26 октября 1949, Нотр-Дам-де-Белькомб) — французская горнолыжница, выступавшая в слаломе, гигантском слаломе и скоростном спуске. Представляла сборную Франции по горнолыжному спорту в 1967—1976 годах, бронзовая призёрка чемпионата мира, победительница этапа Кубка мира, двукратная чемпионка французского национального первенства, участница зимних Олимпийских игр в Инсбруке.

## Биография
Жаклин Рувье родилась 26 октября 1949 года в коммуне Нотр-Дам-де-Белькомб департамента Савойя, Франция.
В 1967 году вошла в основной состав французской национальной сборной и выступила в самом первом сезоне появившегося Кубка мира по горнолыжному спорту, в частности на этапе в итальянском Сестриере попала в десятку сильнейших в зачёте скоростного спуска.
Из-за слишком высокой конкуренции в команде долгое время не могла выйти на лидирующие позиции, однако сезон 1970/71 оказался для неё по-настоящему успешным — она несколько раз поднялась на подиум Кубка мира, заняла шестое место в зачёте гигантского слалома и седьмое место в общем зачёте всех дисциплин. В следующем сезоне на домашнем этапе в Валь-д’Изере одержала первую и единственную победу в Кубке мира, выиграв соревнования по скоростному спуску. В 1973 году была близка к получению малого Хрустального глобуса, став в скоростном спуске третьей позади австриек Аннемари Мозер-Прёль и Вильтруд Дрексель.
Наибольшего успеха на взрослом международном уровне добилась в сезоне 1974 года, когда побывала на чемпионате мира в Санкт-Морице и привезла оттуда награду бронзового достоинства, полученную в программе гигантского слалома — пропустила вперёд только соотечественницу Фабьенн Серра и немку Траудль Трайхль. При этом в скоростном спуске была лишь двенадцатой.
Благодаря череде удачных выступлений Рувье удостоилась права защищать честь страны на зимних Олимпийских играх 1976 года в Инсбруке — в гигантском слаломе закрыла десятку сильнейших, тогда как в скоростном спуске показала на финише шестой результат. Вскоре по окончании этой Олимпиады приняла решение завершить спортивную карьеру. Имеет в послужном списке в общей сложности 12 медалей Кубка мира: одну золотую, шесть серебряных и пять бронзовых. Наивысшая позиция в общем зачёте — седьмое место (дважды). Является, помимо всего прочего, двукратной чемпионкой Франции по горнолыжному спорту.
Впоследствии вышла замуж и взяла фамилию Лион.